# Battlefield 2
A Battlefield 2 (röviden BF2) egy first-person shooter, melyet a Digital Illusions CE fejlesztett és az Electronic Arts adott ki 2005 júniusában Microsoft Windows platformra. A készítésébe a DICE által korábban felvásárolt Trauma Studios is részt vett. (A Battlefield 1942 játékhoz készült Desert Combat című mod fejlesztőiként szereztek hírnevet, ami modern korba, az Öbölháború időszakába helyezte a történéseket.) A Battlefield sorozat harmadik tagja, melyhez egy kiegészítő lemez (Special Forces) és két letölthető tartalom (Euro Force és Armored Fury című booster pack) jelent meg. 2009 szeptember 1-jén megjelent utolsó, 1.50 verziószámot viselő javítással a Highway Tampa és az Operation Blue Pearl pályák mellett a két letölthető tartalom is ingyenesen elérhetővé vált.
A játék a 21. század elején játszódik, melyben egy fiktív háborúban harcolhat a játékos Kína, az Egyesült Államok és a Middle Eastern Coalition (MEC) oldalán a győzelemért. (A kiegészítésekkel ez tovább bővült Oroszországgal, az Európai Unióval, illetve a lázadókkal.) Alapjában véve a játék a többjátékos módot támogatja, míg egyjátékos módban a számítógép irányította 16 ellenfél ellen lehet felvenni a harcot a három nehézségi fokozat egyikén, a többjátékos módban már megismert pályákon, összesen hét kaszttal, melyek mindegyike saját, egyedi fegyverzettel rendelkezik.
A többjátékos módban 64 játékos is egymás ellen küzdhet, fontos elemeit képezi a csapatjáték az újonnan bevezetett szakaszrendszerrel, illetve mindkét félnél egy játékos elnyerheti a parancsok posztját, ahol csapatát különféle stratégiai utasításokkal láthatja el, illetve kérhet számukra például ellátmányt, felderítő repülőgépet vagy tüzérségi csapást is. A Battlefield sorozatban először itt jelennek meg a rangok: a játékos minél magasabb ranggal rendelkezik, annál több fegyvert oldhat fel, valamint harci teljesítményét különböző medálokkal és szalagokkal jutalmazza a játék.
A játék a kritikusok és a játékosok tetszését egyaránt elnyerte: a Metacritic oldalán 91 pontos átlaggal rendelkezik, 2006 júliusáig pedig 2,25 millió példányt adtak el belőle világszerte.
A sorozatban először 2005-ben jelent meg egy kifejezetten konzolokra (Xbox, Xbox 360, valamint PlayStation 2) fejlesztett változat Battlefield 2: Modern Combat címmel, bár ez eléggé különbözik a PC-s változattól, megvalósításában, tartalmában és játékmenetében is.
Manapság a játék leáldozóban van, főleg, mivel a játékosok többsége csak az online multiplayer funkcióit használta, ám a GameSpy csődje után a szerverek is leálltak. A multiplayer jövője kérdéses, az Electronic Arts gondolkozik a szerverek futtatásán.
A multiplayer verziót átvette a acdiamond.net, így a játék mindenki számára elérhetővé vált.[forrás?] Az oldalt a Revive Network üzemelteti, illetve egy launcher is készítettek a játékhoz. A Revive Launcher szerveren tárolja a profilunkat, így a multiplayer statisztikák is működnek.